# ويليام سميث (ملحن)
ويليام سميث (بالإنجليزية: Hale Smith)‏ هو عازف جاز وملحن وعازف بيانو أمريكي، ولد في 29 يونيو 1925 في كليفلاند في الولايات المتحدة، وتوفي في 24 نوفمبر 2009 في فريبورت في الولايات المتحدة.

## وصلات خارجية
- ويليام سميث على موقع ميوزك برينز (الإنجليزية)
- ويليام سميث على موقع ديسكوغز (الإنجليزية)